# (34863) 2001 TP107
2001 TP107 (asteroide 34863) é um asteroide da cintura principal. Possui uma excentricidade de 0.13442190 e uma inclinação de 8.55053º.
Este asteroide foi descoberto no dia 13 de outubro de 2001 por LINEAR em Socorro.